# Gaz non conventionnel

Diagramme illustrant les différences entre les hydrocarbures conventionnels et non-conventionnels

L'appellation « gaz non conventionnel » est un terme générique qui recouvre plusieurs types de ressources non renouvelables de gaz naturel :
- le gaz de roche-mère (en anglais : shale gas), appelé aussi gaz de schiste est du gaz qui est resté dans la roche-mère où il s'est formé ;
- le gaz de houille (en anglais : coal bed methane, CBM, ou coal seam methane) est une variante du précédent qui concerne le gaz resté emprisonné dans le charbon au cours de sa formation (le charbon jouant alors le rôle de roche-mère) ;
- le gaz de réservoir compact (en anglais : tight gas) a normalement migré dans une roche réservoir à très faible perméabilité et porosité, ces paramètres ayant pu ensuite se dégrader encore plus par des processus diagénétiques. Ce type de gaz, largement exploité, est maintenant (2013) parfois considéré comme appartenant au domaine des hydrocarbures conventionnels[1] ;
- le gaz de fond de bassin (en anglais : basin centered gas) se rapproche du gaz de réservoir compact. Il concerne des réservoirs très peu perméables, où le gaz s'est accumulé sur de très grandes surfaces dans les parties profondes des bassins sédimentaires ;
- les hydrates de méthane (en anglais : methane hydrates), appelés parfois « glace de méthane », représentent du méthane piégé sous les pergélisols des zones arctiques et à faible enfouissement en offshore profond. Les ressources disponibles et les méthodes de production économiques restent encore à définir[1], ainsi que l'impact écologique d'une telle exploitation.

C'est la combinaison de deux techniques existantes, le forage horizontal et la fracturation hydraulique, qui a permis le développement de la production de gaz non conventionnels à partir de la fin du XXe siècle.

## Production
Le premier pays producteur au monde de gaz non conventionnel est les États-Unis, qui parviennent ainsi à assurer leur indépendance énergétique. Il est à noter que, dans ce pays, la production la plus importante est constituée par le gaz de réservoir compact, puis le gaz de schiste, puis le gaz de houille.
L'Agence internationale de l'énergie estime que le gaz non conventionnel comptera pour près de la moitié de l'augmentation de la production de gaz naturel mondiale d’ici 2035, cette augmentation venant pour majeure partie de la Chine, des États-Unis et de l'Australie.

## Réserves
Les réserves de gaz non conventionnels s'étendent sur des espaces beaucoup plus vastes que celles de gaz classiques. Ce sont des champs de centaines, voire de milliers de kilomètres carrés.
L’Agence internationale de l’énergie (AIE) estime que les réserves mondiales sont d'environ 920 000 milliards de mètres cubes de gaz non conventionnels, dont seulement près de 35 000 milliards de mètres cubes en Europe. Sur le continent européen, les bassins sont généralement plus petits que ceux découverts en Amérique du Nord et en Asie.

## Environnement
Le gaz non conventionnel est, comme le gaz naturel en général, une énergie fossile, dont l'utilisation génère des gaz à effet de serre responsables du réchauffement climatique, ce qui pose la question de la difficulté de nos sociétés à s'émanciper des énergies fossiles. Certaines études montrent que les fuites de méthane liées à la production de gaz de schiste (du méthane s'échappe des puits) rendent le bilan carbone de cette énergie parfois pire que celui du charbon.
En outre, l’un des problèmes majeurs de l’exploitation du gaz non conventionnel est la pollution des nappes phréatiques en raison de l’injection d’eau à haute pression pour briser les roches et de l’utilisation de sable et de produits chimiques.